# Rosalba consobrina
Rosalba consobrina là một loài bọ cánh cứng trong họ Cerambycidae.